# Кућа која плеше
Кућа која плеше (чеш. Tančící dům) је назив архитектонског дела у центру Прага изграђеног у деконструктивистичком стилу. Зграду су пројектовали чешки архитекта хрватског порекла Владо Милунић и амерички архитекта канадског порекла Френк Гери. Подигнута је реци Влтави, на месту зграде уништене током бомбардовања Прага 1945) Изградња је почела 1994, а завршена је 1996. 
 Необични изглед куће изазивао је контроверзне реакције и мишљења у доба када је подигнута. Тадашњи чешки председник Вацлав Хавел, који је од детињства живео у суседној згради, заузимао се за њу, у нади да ће зграда постати средиште културних збивања.
Ова зграда, по којој је Праг чувен, првобитно је названа Фред и Џинџер, по Фреду Астеру и Џинџер Роџерс, филмском плесном пару). У стилу су приметне одлике необарока, неоготике и нове уметности (Art Nouveau). На крову куће је француски ресторан „Прашки бисер“ (La perle de Prague), са погледом на Праг. У згради су пословнице међународних компанија, тако да планови о њеном претварању у културни центар нису остварени. Недостаци зграде су чињеница да је смештена у прометној улици, као и то да се ослања на вештачку вентилацију. Као задњу у серији "10 векова архитектуре“, Чешка народна банка је 2005. издала златни ковани новчић са мотивом Куће која плеше.